# U 45 (U-Boot, 1915)
U 45 war ein U-Boot welches im Rahmen eines Kriegsauftrags als MS-(Mobilmachungs)-Typ für die deutsche Kaiserliche Marine gebaut wurde.

## Bau und Indienststellung
Das Boot war ein sogenanntes Zweihüllenboot, welches als Hochseeboot für die ozeanische Verwendung in einem Amtsentwurf konzipiert wurde. Der Auftrag zum Bau dieses U-Bootes wurde am 22. Juni 1914 an die Kaiserlichen Werft in Danzig erteilt. Der Stapellauf erfolgte am 15. April 1915. Die Indienststellung am 9. Oktober 1915 unter dem Kommando von Kapitänleutnant Erich Sittenfeld.

## Technik
Das U-Boot war 65 m lang, 6,2 m breit und hatte einen Tiefgang von 3,74 m sowie eine Verdrängung von 725 Tonnen über und 940 Tonnen unter Wasser. Die Besatzung bestand aus 36 Mann, wovon vier Offiziere waren. Die Maschinen für die Überwasserfahrt waren zwei Sechs-Zylinder-Viertakt Dieselmotoren S 6 V 41/42 von MAN mit zusammen 1.471 kW (2.000 PS). Zur Unterwasserfahrt kamen zwei SSW-Doppel-Modyn-Elektromotoren mit 880 kW (1.200 PS) zum Einsatz. Damit waren Geschwindigkeiten von 15,2 kn (über Wasser) bzw. 9,7 kn (unter Wasser) möglich. Der Aktionsradius betrug bis zu 11400 NM bei 8 kn Überwasserfahrt. Bei getauchter Fahrt mit 5 kn wurden 51 NM erreicht bei einer maximalen Tauchtiefe von 50 Meter. Die sechs mitgeführten Torpedos konnten über zwei Bug- und zwei Heckrohre verschossen werden, ebenso war ein 8,8-cm-Schnellfeuergeschütz eingebaut, welches später um ein weiteres Geschütz derselben Bauart ergänzt wurde. Ab 1916/17 wurden diese beiden Geschütze durch ein 10,5-cm-Schnellfeuergeschütz ersetzt.

## Einsätze und Verbleib
U 45 führte während des Ersten Weltkriegs sieben, nach anderen Quellen neun Feindfahrten im östlichen Nordatlantik und in der Barentssee durch. Dabei wurden Handelsschiffe der Entente und neutraler Staaten angegriffen. Insgesamt wurden 24 Handelsschiffe, nach anderen Quellen 27 Handelsschiffe versenkt und eines beschädigt. Die Gesamttonnage betrug 45.622 BRT, nach anderen Quellen 47.286 BRT.
Am 12. September 1917 befand sich U 45 am Zugang zum Nordkanal nördlich von Irland bzw. westlich von Schottland. Dabei wurde es von dem britischen U-Boot D7 aus dem Heckrohr torpediert. U 45 fuhr an der Wasseroberfläche, als der britische Torpedo das Boot traf und versenkte. Nur zwei Besatzungsmitglieder überlebten den Untergang, darunter der Funker. Kapitänleutnant Sittenfeld befand sich unter den Gefallenen. Als ungefähre Untergangsstelle gelten folgende Koordinaten: 55° 48′ N, 7° 30′ W. U 45 wurde nicht gehoben.

### Versenkte Schiffe (Auswahl)
Die folgende Liste enthält Schiffe mit einer Tonnage von mehr als 1000 Bruttoregistertonnen.
1. Britischer Dampfer Industry (4.044 BRT) am 27. April 1916[11]
2. Spanischer Dampfer Vinifreda (1.441 BRT) am 30. April 1916[12]
3. Französisches Segelschiff Le Pilier (2.427 BRT) am 2. Mai 1916[13]
4. Britischer Dampfer Tabasco (2.987 BRT) am 26. Januar 1917[14]
5. Finnisches Segelschiff Garnet Hill (2.272 BRT) am 2. Februar 1917[15]
6. Britisches Segelschiff Belford (1.905 BRT) am 3. Februar 1917[16]
7. Britischer Dampfer Eavestone (1.858 BRT) am 3. Februar 1917[17]
8. Italienischer Dampfer Eridania (3.171 BRT) am 4. Februar 1917[18]
9. Norwegisches Segelschiff Thor II (2.144 BRT) am 4. Februar 1917[19]
10. Russischer Dampfer Olga (1.584 BRT) am 28. April 1917[20]
11. Lettischer Dampfer Truvor (2.462 BRT) am 3. Mai 1917[21]
12. Finnischer Dampfer Hermes (3.579 BRT) am 11. Mai 1917[22]
13. Britischer Dampfer Mariston (2.908 BRT) am 15. Juli 1917[23]
14. Britischer Dampfer Ribston (3.372 BRT) am 16. Juli 1917[24]
15. Britischer Dampfer Haworth (4.456 BRT) am 17. Juli 1917[25]
16. Britischer Dampfer Nevisbrook (3.140 BRT) am 20. Juli 1917[26]
17. Britischer Dampfer Dafila (1.754 BRT) am 21. Juli 1917[27]